# Университет Бордо III
Университет Бордо III имени Мишеля де Монтень — французский университет, относится к академии Бордо. Основан в 1971 году.

## История
Вследствие майских волнений 1968 году указом Эдгара Фора университет Бордо, как и многие французские университеты, расформирован на более мелкие: Бордо I, Бордо II и Бордо III. В 1971 году официально создан Университет Бордо III на базе факультетов филологии и гуманитарных наук университета Бордо. В 1990 году университет назван в честь французского писателя и философа Мишеля де Монтеня.

## Структура
В состав университета входит 3 факультета, 3 института и докторская школа «Монтень и гуманитарные науки». Факультеты разделены на департаменты.
Факультеты:
- Факультет гуманитарных наук.
  - Искусство.
  - История.
  - История искусства и археология.
  - Филология
  - Философия
- Факультет языков и цивилизаций.
  - Англоязычные цивилизации.
  - Иберийские и иберийско-американские цивилизации.
  - Германские и славянские цивилизации.
  - Восточные и дальне-восточные цивилизации.
  - Прикладные иностранные языки.
  - Лингвистика.
- Науки о территориях и коммуникациях.
  - География, наука о территориях и пространствах.
  - Наука об информации и коммуникациях.
  - Благоустройство, туризм и урбанизм.

Институты:
- Институт окружающей среды, гео-инженерии и развития.
- Институт журналистики Бордо-Аквитания.
- Университетский технологический институт Мишель де Монтень.